# Leonardo dos Santos
Leonardo dos Santos (* 22. Dezember 1979 in Golania) ist ein brasilianischer Volleyballspieler.

## Karriere
Dos Santos spielte zunächst für verschiedene Vereine in seinem Heimatland Brasilien. 2006 wechselte der Außenangreifer für eine Saison zum argentinischen Club Rosario Sonder. Nach einem kurzen Gastspiel in Katar bei Al-Ahli SC ging er in die italienische Liga zu La Fenice Volley Isernia. 2008 kam er zu Hypo Tirol Innsbruck. Mit dem Verein gewann er 2009 und 2010 die österreichische Meisterschaft. Anschließend verpflichtete der deutsche Bundesligist Generali Haching den Brasilianer. Mit Haching gewann er 2011 den DVV-Pokal. In der folgenden Saison spielte dos Santos für Remat Zalău in der Champions League. Im Dezember löste er seinen Vertrag bei dem rumänischen Verein und einen Monat später verpflichtete der VfB Friedrichshafen, gegen den dos Santos bereits mit Haching und Zalău angetreten war, den Brasilianer als zusätzlichen Außenangreifer. Im Pokalfinale 2012, das Friedrichshafen gewann, stand er allerdings nicht im Kader. Am Saisonende verließ der Südamerikaner nach nur neun Spielen die Häfler und wechselte zum griechischen Spitzenclub PAOK Thessaloniki.